# Tatjana Jerochina
Tatjana Vladimirovna Jerochina, ursprungligen Konstantinova (ryska: Татьяна Владимировна Ерохина) född 7 september 1984 i Tjeljabinsk är en rysk handbollsmålvakt.

## Karriär

### Klubbkarriär
Jerochina började spela handboll 11 år gammal i Tjeljabinsk sportskola. 17 år gammal 2001 började hon spela för HK Lada och hon spelade sedan för klubben hela sin karriär. Hon blev rysk mästare 2005 och 2008 med Lada. Hon vann ryska cupen 2006  och som främsta klubbmerit seger EHF cupen 2012 med Lada. 2007 fick hon spela final i EHF:s champions League.

### Landslagskarriär
Inledde hon genom att spela för Kazakstans damlandslag i VM 2011. Hon bytte sedan landslag och spelade för Ryssland. Hennes första mästerskapsturnering blev VM 2015 i Danmark. Ryssland vann gruppen i VM och åttondelsfinalen men förlorade sedan mot Polen i kvartsfinalen. Ryskorna kom på femte plats i turneringen. I OS 2016 kom Jerochina i spel efter att Anna Sedojkina skadat knäet i en match. Ryssland vann OS -guldet och efter detta avslutade Jerochina sin aktiva karriär. Efter karriären är hon målvaktstränare för Lada.

### Privatliv
Yerokhina  är gift och har en dotter Alena född 2 juli 2013.  2006 tog  hon examen vid Togliatti statsuniversitet.